# Trinidad e Tobago nos Jogos Olímpicos
Trinidad e Tobago participou pela primeira vez dos Jogos Olímpicos de Verão em 1948, antes de conseguirem sua independência da Grã-Bretanha. Apesar de ser uma pequena nação caribenha, Trinidad e Tobago foi capaz de se firmar fortemente em vários esportes internacionais. Em 1946,o Sr. Lennox O’Reilly organizou o primeiro Comitê Olímpico Nacional do país. Trinidad e Tobago participou de 14 Jogos Olímpicos de Verão e de 3 Jogos Olímpicos de Inverno,além de 2 Jogos Paraolímpicos. 

## Total de Medalhas
|                   | Ouro | Prata | Bronze | Total |
| ----------------- | ---- | ----- | ------ | ----- |
| Trinidad e Tobago | 1    | 5     | 8      | 14    |

## Medalhistas

### Verão
| Medalha           | Nome                                                                           | Jogos          | Esporte        | Evento                       |
| ----------------- | ------------------------------------------------------------------------------ | -------------- | -------------- | ---------------------------- |
| Medalha de prata  | Rodney Wilkes                                                                  | 1948 Londres   | Halterofilismo | Pena (até 60 kg)             |
| Medalha de bronze | Rodney Wilkes                                                                  | 1952 Helsinque | Halterofilismo | Pena (até 60 kg)             |
| Medalha de bronze | Lennox Kilgour                                                                 | 1952 Helsinque | Halterofilismo | Meio-pesado (até 90 kg)      |
| Medalha de prata  | Wendell Mottley                                                                | 1964 Tóquio    | Atletismo      | 400m masculino               |
| Medalha de bronze | Edwin Roberts                                                                  | 1964 Tóquio    | Atletismo      | 200m masculino               |
| Medalha de bronze | Wendell Mottley Kent Bernard Edwin Roberts Edwin Skinner                       | 1964 Tóquio    | Atletismo      | Revezamento 4x400m masculino |
| Medalha de ouro   | Hasely Crawford                                                                | 1976 Montreal  | Atletismo      | 100m masculino               |
| Medalha de bronze | Ato Boldon                                                                     | 1996 Atlanta   | Atletismo      | 100m masculino               |
| Medalha de bronze | Ato Boldon                                                                     | 1996 Atlanta   | Atletismo      | 200m masculino               |
| Medalha de prata  | Ato Boldon                                                                     | 2000 Sydney    | Atletismo      | 100m masculino               |
| Medalha de bronze | Ato Boldon                                                                     | 2000 Sydney    | Atletismo      | 200m masculino               |
| Medalha de bronze | George Bovell                                                                  | 2004 Atenas    | Natação        | 200 m medley masculino       |
| Medalha de prata  | Richard Thompson                                                               | 2008 Pequim    | Atletismo      | 100m masculino               |
| Medalha de prata  | Keston Bledman Marc Burns Emmanuel Callender Richard Thompson Aaron Armstrong* | 2008 Pequim    | Atletismo      | Revezamento 4x100m masculino |